# Así es la vida
Así es la vida és una pel·lícula mexicana dramàtica dirigida per Arturo Ripstein, que es va estrenar en 2000. La cinta està filmada en format digital, i es va realitzar basada en la tragèdia grega Medea, amb una adaptació de Paz Alicia Garciadiego, veterana guionista i esposa de Ripstein. Fou projectada en la secció Un Certain Regard del 53è Festival Internacional de Cinema de Canes.

## Sinopsi
Júlia (equivalent a Medea) és una dona que dedica la seva vida a cuidar del seu marit Nicolás i els seus dos fills petits, i que malviu treballant com a remeiera i practicant avortaments clandestins en una petita infermeria a casa seva. Casualment un dia descobreix que Nicolás li és infidel amb una dona més jove que ella, cosa que l'enfonsa en la desesperació. Per si fos poc, el llogater del pis, que també és el futur sogre de Nicolás, la fa fora del pis i l'amenacen amb perdre la custòdia dels seus fills. Tot això l'ompla d'impotència, ràbia i odi, i amb ajut de la seva madrina Adela comença a maquinar una venjança.

## Repartiment
- Arcelia Ramírez - Julia
- Patricia Reyes Spíndola - Adela, l'àvia
- Luis Felipe Tovar - Nicolás
- Ernesto Yáñez - La Marrana
- Alejandra Montoya - Adoelscent
- Marta Aura -
- Daniela Carvajal
- Constanza Cavalli
- Beto Alonso Gil
- Francesca Guillén - Raquel
- Osami Kawano
- Loló Navarro
- Andrés Weiss
- Marco Zapata

## Premis
Al Festival Internacional del Nou Cinema Llatinoamericà de l'Havana va guanyar el Premi Especial del Jurat i el premi FIPRESCI. I a la VII Mostra de Cinema Llatinoamericà de Lleida li fou atorgat el premi a la millor actriu a Arcelia Ramírez.